# ارين ماكلولين
ارين ماكلولين (بالإنجليزية: Warren McLaughlin)‏ هو لاعب كرة قاعدة أمريكي، ولد في 22 يناير 1876 في نيويورك في الولايات المتحدة، وتوفي في 22 أكتوبر 1923 في بلينفيلد في الولايات المتحدة.

## وصلات خارجية
- ارين ماكلولين على موقعبيزبول رفرنس.كوم (الدوري الرئيسي) (الإنجليزية)
- ارين ماكلولين على موقعبيزبول رفرنس.كوم (الدوري الثانوي) (الإنجليزية)